# محمدابراهیم همت
محمّدابراهیم همت (۱۲ فروردین ۱۳۳۴ – ۱۷ اسفند ۱۳۶۲) معلم و نظامی ایرانی بود، که از فرماندهان سپاه پاسداران در جنگ ایران و عراق به‌شمار می‌آمد و فرماندهی لشکر ۲۷ محمد رسول‌الله را برعهده داشت. وی پس از انقلاب و در سال ۱۳۶۱ مدت کوتاهی را در جبهه جنگ لبنان و اسرائیل گذراند، سپس به ایران بازگشت و در جبهه‌های جنگ ایران و عراق در عملیات‌هایی چون؛ فتح‌المبین، بیت‌المقدس، رمضان و خیبر مسئولیت‌هایی را عهده‌دار بود. او در اسفند ۱۳۶۲ در جریان عملیات خیبر کشته شد.

## زندگی
محمّدابراهیم همت؛ ۱۲ فروردین ۱۳۳۴ در شهرضا زاده شد. تحصیلات خود را در همان شهر به پایان رساند و در سال ۱۳۵۲ دیپلم گرفت. در همان سال وارد دانشسرای تربیت معلم اصفهان شد و در سال ۱۳۵۴ مدرک فوق دیپلم خود را اخذ کرد. ۲ سال بعد برای گذراندن خدمت سربازی اقدام کرد. وی پس از سربازی به شهر خود بازگشت و مدتی در مدارس راهنمایی شهرضا و روستاهای اطراف به تدریس تاریخ پرداخت.

## فعالیت‌های سیاسی
فعالیت‌های ضد حکومت وی باعث شد تا چندین نوبت از طرف سازمان امنیت و اطلاعات کشور (ساواک) به او اخطار شود. گوشه و کنار، حرفهای نیش‌دار او به گوش حکومت رسید و اخطار ساواک در پرونده او ثبت گردید. بخاطر فعالیت‌های سیاسی اش ساواک وی را تعقیب کرده و او مدتی فراری بود. نخست به شهر فیروز آباد و بعد از چندی به یاسوج رفت. زمانی که در صدد دستگیری وی برآمدند به دوگنبدان عزیمت کرد و سپس به اهواز رفت و در آن جا سکنی گزید. با بالا گرفتن انقلاب ۱۳۵۷ به شهرضا بازگشت و سازمان‌دهی تظاهرات مردمی را بر عهده گرفت. در پایان یکی از راهپیمایی‌ها، قطعنامه آن را قرائت کرد و شایع شد که حکم اعدامش را صادر کرده‌اند و همین مسئله، او را تا روز پیروزی انقلاب در مخفی‌گاه‌ها نگه داشت.

## پس از انقلاب
همت پس از وقوع انقلاب در ایجاد نظم و دفاع از شهر و راه‌اندازی کمیته انقلاب اسلامی شهرستان شهرضا نقش داشت. او از جمله کسانی بود که سپاه شهرضا را با کمک دو تن از برادران خود و سه تن دیگر از دوستانش تشکیل داد. اواخر سال ۱۳۵۸ به خرمشهر و سپس به بندر چابهار و کنارک (در استان سیستان و بلوچستان) عزیمت کرد و به فعالیت‌های عقیدتی پرداخت. همت در خرداد سال ۱۳۵۹ به منطقه کردستان اعزام گردید.

## جنگ ایران و عراق

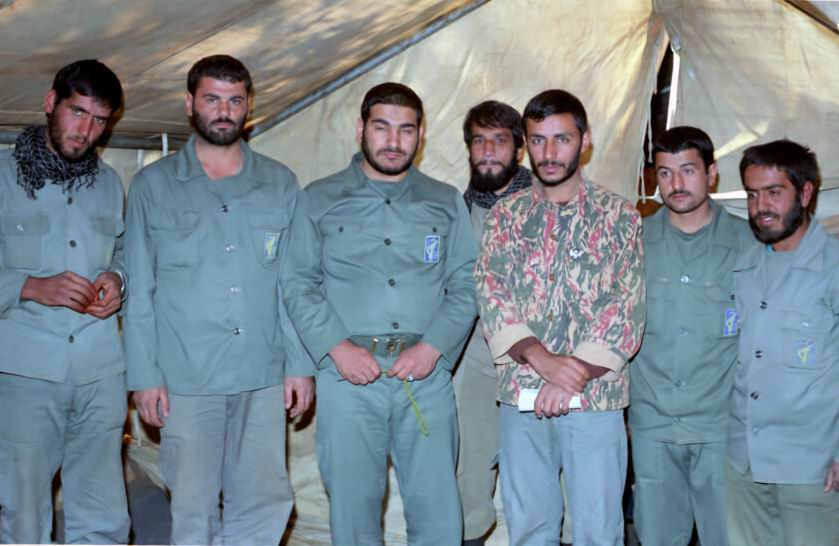
محمدابراهیم همت و چند تن از رزمندگان ایرانی در کنار علی شمخانی

با آغاز جنگ، او و احمد متوسلیان، به دستور محسن رضایی؛ فرمانده وقت سپاه پاسداران، مأموریت یافتند ضمن اعزام به جبهه جنوب، تیپ محمد رسول‌الله را تشکیل دهند. نخستین بار در عملیات فتح‌المبین، مسئولیت قسمتی از عملیات به عهده همت گذاشته شد. وی در موفقیت عملیات در منطقه کوهستانی «شاوریه» نقش مهمی داشت. او در عملیات بیت‌المقدس در سمت معاونت تیپ ۲۷ محمدرسول‌الله فعالیت و تلاش قابل توجهی را در شکستن محاصره جاده شلمچه به خرمشهر انجام داد و یگان تحت امر او سهم بسزایی را در فتح خرمشهر برعهده داشتند.
در سال ۱۳۶۱ با آغاز جنگ در جنوب لبنان، به منظور حمایت از حزب‌الله لبنان، راهی این کشور شد و پس از دو ماه به ایران بازگشت. با شروع عملیات رمضان، در تاریخ ۲۳ تیر ۱۳۶۱ در منطقه شرق بصره، فرماندهی تیپ ۲۷ محمد رسول‌الله را به عهده گرفت و بعدها با ارتقاء این یگان به لشکر، در سمت فرماندهی آن لشکر نیز انجام وظیفه کرد. در عملیات مسلم بن عقیل و عملیات محرم در سمت فرمانده قرارگاه ظفر، ایفای نقش کرد. در عملیات والفجر مقدماتی، مسؤولیت سپاه یازدهم قدر را که شامل: لشکر ۲۷ حضرت رسول‌الله، لشکر ۳۱ عاشورا، لشکر ۵ نصر و تیپ ۱۰ سیدالشهدا بود، به عهده گرفت. سرعت عمل لشکر ۲۷ تحت فرماندهی او، در عملیات والفجر ۴ قابل توجه بود. وی در تصرف ارتفاعات کانی مانگا، نقش داشت.

### عملیات خیبر
به روایت محمد ابوترابی در کتاب مردان رستگار، با قفل شدن عملیات و بی‌توجهی مقام‌های سیاسی و نظامی به توضیحات محمدابراهیم همت در مورد واقعیت‌های صحنه نبرد، میان همت، که بعد از متوسلیان فرمانده لشکر ۲۷ شده بود و کاظم رستگار، گفتگویی تکان‌دهنده درمی‌گیرد، کاظم رستگار مدام می‌گفت:
«همین است دیگر، به خدا توکل کن، آنها [مقام‌های بالا] کی فهمیدند ما چه می‌کشیم که حالا بفهمند؟»

همت در حرف‌هایش روی یک موضوع خیلی تأکید می‌کرد، آن هم اینکه: 
«بالایی‌ها تصور می‌کنند کوتاهی می‌کنم و توقع دارند بعد از پنج، شش بار شکست خوردن، کماکان ادامه بدهم، در حالی که شدنی نیست. من باید بچه‌ها را از روی بدن شهدای شب قبل حرکت بدهم، این طرف هم پایینی‌ها [نیروهای رزمنده] فکر می‌کنند من مطالب را به بالا منتقل نمی‌کنم و گردان، گردان را برای یک هدف دست نیافتنی هزینه می‌کنم، دیگر خسته شدم.»

به روایت کتاب دستواره سخن می‌گوید نوشته حسین شکری، محمدابراهیم همت در میانه عملیات خیبر از محمدرضا دستواره فرمانده وقت تیپ ابوذر لشکر ۲۷ می‌خواهد به نزد اکبر هاشمی رفسنجانی و محسن رضایی برود و عملی نبودن دستورات مدیران جنگ را توضیح بدهد، ولی هاشمی با تأکید بر اینکه هر چقدر هم کشته بدهند، باید عملیات را ادامه دهند می‌گوید: 
«اسلام را به خفت نیندازید. بلند شوید بروید. توکل کنید. ان‌شاءالله راه باز می‌شود.»
در جریان عملیات خیبر، محمدابراهیم همت و جانشینش اکبر زجاجی و حمید باکری؛ جانشین فرمانده لشکر ۳۱ عاشورا کشته می‌شوند و اگر چه ایران جزایر مجنون را تصرف می‌کند، ولی به هدف اصلی عملیات یعنی قطع ارتباط بصره با بقیه عراق دست نمی‌یابد.

## دیدگاه‌ها
محسن رضایی فرمانده اسبق سپاه دربارهٔ همت چنین می‌گوید:
«ما در حقیقت چهار لشکر داشتیم که اینها وقتی هر جا وارد می‌شدند، هیچ خطی در مقابلشان قدرت مقاومت نداشت، حاج همت و لشکر ۲۷ محمد رسول‌الله، حسین خرازی و لشکر ۱۴ امام حسین، مهدی باکری و لشکر ۳۱ عاشورا، احمد کاظمی و لشکر ۸ نجف که در هر کجا وارد می‌شدند، بدون استثنا با موفقیت همراه بود.»

## کشته شدن
در جریان عملیات خیبر، همچنان که نیروهای ایرانی در برابر ارتش عراق مقاومت می‌کردند هنگامی که همت برای بررسی وضعیت جبهه جلو رفته بود بر اثر اصابت گلولهٔ توپ در نزدیکی‌اش همراه با سید حمید میرافضلی، در غروب چهارشنبه ۱۷ اسفند ۱۳۶۲ در محل تقاطع جاده‌های جزایر مجنون شمالی و جنوبی بر اثر اصابت گلوله توپ سر از بدن جداشده و کشته شد.
ابراهیم همت در جریان عملیات خیبر به همرزمانش گفته بود:
باید مقاومت کرده و مانع از بازپس‍گیری مناطق تصرف شده، توسط دشمن شد. یا همه این‍جا شهید می‌شویم یا جزیره مجنون را نگه می‌داریم.
محسن رضایی در مصاحبه‌ای گفته است:
اولین باری که در جنگ به کسی عنوان «سید الشهدا» دادند، در همین خیبر و برای حاج همت بود.»

### آرامگاه
ابراهیم همت قرار بود در قطعه ۲۴ بهشت زهرا دفن شود ولی به اصرار خانواده در زادگاهش و در کنار امامزاده شاه رضا دفن شد. با این حال در (قطعه ۲۴ ردیف ۷۷ شماره ۵۲۴) بهشت زهرا و در کنار مصطفی چمران، عباس کریمی و رضا چراغی سنگ مزاری برای وی نصب شده است.
برای بزرگداشت وی بزرگراه شهید همت و ایستگاه متروی شهید همت تهران به نام او نامگذاری شده است. همچنین یکی از بزرگراه‌های جنوب شرقی اصفهان، به نام وی نامگذاری شده است.
کتاب‌هایی همچون «هم‌پای صاعقه»، «ضربت متقابل»، «شراره‌های خورشید»، «به روایت همت»، «ماه بالای سر بچه هاست» و «نیمه پنهان ماه» از جمله کتاب‌هایی هستند که در خصوص زندگی فردی و نظامی ابراهیم همت منتشر گردیده است.